# حركة شباب الأنصار
حركة شباب الأنصار هي منظمة شباب إسلامية غير ربحية مقرها في إندونيسيا ، تابعة لنهضة العلماء، وهي أكبر منظمة جماهيرية إسلامية في العالم. تأسست الحركة في 24 أبريل 1934، وحافظت على دور مهم على مدار تاريخ إندونيسيا، وطورت خصائصها كإسلامية تقليدية وشعبية وقومية. وقد نمت وتطورت حتى وصلت الآن إلى 433 فرع على مستوى البلديات والمقاطعات الإندونيسية، بالتنسيق من 32 مدير للمقاطعات تكون سلطته من المقاطعة إلى مستوى القرية. يقترن هذا أيضًا بإدارة الجناح العسكري متعدد الأغراض بنصر، والذي يتطلب عضوية خاصة للانضمام إليها.

## التسمية
اقترح اسم الأنصار من قبل الباحث المشهور عبد الوهاب، والذي اشتق الاسم من مصطلح الأنصار (بالعربية: الأنصار)، تهدف الحركة إلى استنباط الحكمة من الصحابة الأنصار والنظر في سلوكهم وسلوكهم وروحهم كنموذج يحتذى به. كانوا يشيرون دائمًا إلى هذه الحكمة باعتبارها قيمهم الأساسية، أي مساعدة الإسلام وتكافحه ودعمه وتدعيمه، ويتعين على أعضائها الالتزام بهذه المبادئ.

## التاريخ

### الأسلاف

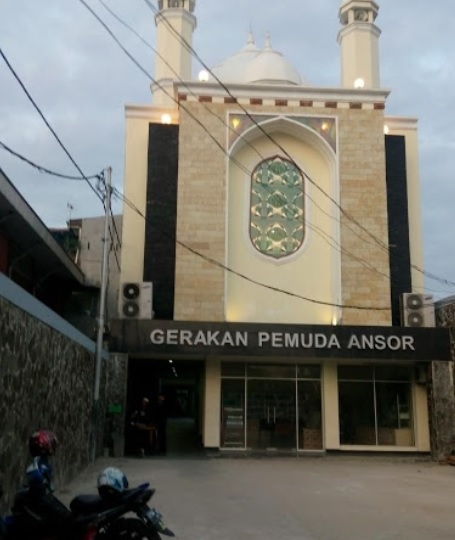
مبنى حركة شباب الأنصار في جاكرتا.

يرتبط تاريخ حركة شباب الأنصار مع تاريخ نهضة العلماء. في عام 1921 كانت هناك فكرة بين الجالية المسلمة لتأسيس منظمة شبابية ذات توجه إسلامي واسع النطاق، تستجيب لموجة منظمات الشباب الإقليمية الجديدة. وراء هذه الفكرة كان هناك اختلاف في الموقف الفقهي بين الحداثيين الذين يلتزمون بالعقيدة الإسلامية والتعليم الحديث، وبين التقليديين الذين يتبعون الشكل التقليدي والتوافقي للإسلام الخاص بإندونيسيا. كان الانقسام بين الطرفين يحيط بالقضايا المتعلقة بالتقليد (التقليد، المطابقة مع القانوني السابقة)، الاجتهاد (الاستقلالية التقليد) ، المدهب (مدارس الفقه الإسلامي) وغيرها من المشكلات. في عام 1924 قام العالم التقليدي عبد الوهاب بتشكيل منظمته الخاصة المسماة سيوبانول ويثان (أضاءت وطن الشباب). بعد ذلك ترأس المؤسسة الجديدة عبد الله عبيد كرئيس، وثهير بكري نائبًا للرئيس وعبد الرحيم رئيس تنفيذي.
بمجرد اعتبار سيوبانول ويثان منظمة سائدة، بدأ جذب المسلمين المراهقين. بعد ذلك قرر مسؤولو المنظمة إنشاء قسم مخصص للكشفية يُعرف باسم أهل الوطن، حيث أن العديد من المنظمات الشبابية الأخرى خلال ذلك الوقت كانت مملوكة لشعبة الكشفية. بعد تأسيس نهضة العلماء للمنظمة التقليدية في 31 يناير 1926، انخفضت شعبية سيوبانول ويثان، نظرًا لأن بعض الأعضاء أصبحوا أكثر نشاطًا داخل منظمة الشباب. في عام 1931 تم تشكيل اتحاد شباب نهضة العلماء في امتداد لنشأت سيوبانول ويثان. في 14 ديسمبر 1932 تم تحويلها إلى بيمودا نهضة الأمة. في عام 1934 أعيد تنظيمها مرة أخرى إلى أنصار نهضة العلماء. على الرغم من أنها قد تم الاعتراف به كجزء من نهضة العلماء، إلا أنه لم يتم إدراجها رسميًا في هيكل نهضة العلماء، وظلت العلاقة بين الاثنين غير رسمية.

### عهد أنصار نهضة العلماء
حتى ذلك الوقت كانت العلاقة بين أنصار نهضة العلماء ونهضة العلماء تعتبر غير رسمية. خلال مؤتمر نهضة العلماء التاسع في في 24 أبريل 1934، تم قبول أنصار نهضة العلماء رسميًا والتصديق عليه كجناح شباب للنهضة من قبل أعضاء مجلس الإدارة. وبالتالي يعتبر التاريخ هذا هو تاريخ التكوين الرسمي للحركة. خلال العملية برمتها شكل فصيل أنصار نهضة العلماء سرا منظمة الكشفية تسمى جبهة بنصر، والذي تطور في وقت لاحق إلى جبهة متعددة الأغراض. خلال مؤتمر أنصار نهضة العلماء الثاني في مالانج في عام 1937 ظهر بنصر في أول ظهور رسمي له في مسيرة مع الزي العسكري، بقيادة القائد سيامسول إسلام الذي كان أيضًا رئيسًا لفصل أنصار نهضة العلماء مالانج. تم تأسيس بنصر رسميًا في الحركة كجناح عسكري.
خلال الاحتلال الياباني كانت المنظمات الشبابية بما في ذلك أنصار نهضة العلماء مكتومة من قبل الإدارة المهنية اليابانية. بعد الثورة الوطنية الإندونيسية، اقترح تنشيط حركة أنصار نهضة العلماء. قوبل هذا الاقتراح باستجابة إيجابية من وزير الشؤون الدينية واشيد هاشم خلال ذلك الوقت، وأعيد تأسيس أنصار نهضة العلماء بالاسم الجديد حركة شباب الأنصار في 14 ديسمبر 1949.